# Feel Good Inc.
Pour les articles homonymes, voir Feel Good.
Cet article concerne la chanson. Pour le maxi, voir Feel Good Inc. EP.
Singles de Gorillaz
Lil' Dub Chefin
(2002) Dare
(2005)
Pistes de Demon Days
Dirty Harry El Mañana
Feel Good Inc. est une chanson du groupe anglais Gorillaz, en collaboration avec le groupe de rap américain De La Soul. C'est le premier single tiré de l'album Demon Days sorti en 2005.

## Succès commercial
Feel Good Inc a atteint la 2e position dans les classements britanniques tandis qu'aux États-Unis la chanson s'est classée 14e dans le Billboard Hot 100, la seule du groupe à atteindre le top 20 dans ce classement. Elle s'est classée en tête d'un autre classement établi par Billboard, le Hot Modern Rock Tracks, pendant huit semaines consécutives, une autre première pour le groupe. Elle s'est également inscrite au top 10 de quatorze pays dont l'Espagne où elle a atteint la 1re position.
La chanson a été inscrite à la 308e position le Pitchfork Media's Best Songs pour la décennie 2000-2010. On peut considérer que cette chanson est le premier tube planétaire de Gorillaz, ce qui confirma non seulement que Damon Albarn avait encore sa place dans l'univers musical après des années de recherche personnelle dues à la dissolution de son premier et fameux groupe Blur, mais également qu'il faudrait apprendre à compter désormais avec ce groupe parmi les grandes figures de la musique contemporaine. Un EP est également sorti au Japon sous le titre de Feel Good Inc. EP.

## Clip vidéo
Le clip commence dans une sorte de tour de concert ou on peut voir Murdoc, Russel Hobbs et 2D donner concert. Ensuite 2-D s'approche de la fenêtre et aperçoit Noodle sur son île au moulin flottante jouer de la guitare acoustique. À la fin, on voit l'île s'éloigner suivie par deux hélicoptères de chasse.

## Liste des titres
- CD

1. Feel Good Inc
2. Spitting Out The Demons

- DVD

1. Feel Good Inc (vidéo)
2. Spitting Out The Demons
3. Bill Murray

- Édition vinyle collector

1. Feel Good Inc
2. 68 State

- iTunes EP

1. Feel Good Inc (animatic)
2. Feel Good Inc (live In Harlem)
3. Feel Good Inc (Noodle's demo)
4. 68 State

## Personnel
- Damon Albarn – écriture, production, mixage
- David Jolicoeur – écriture
- De La Soul – voix supplémentaire
- Simon Tong – guitare additionnelle
- Morgan Nicholls – guitare basse
- Danger Mouse – production, mixage, programmation boite à rythmes
- Jason Cox – production additionnelle, mixage, ingénieur du son
- James Dring – production additionnelle, programmation boite à rythmes
- Howie Weinberg – mastering
- Jamie Hewlett – artwork, design , animation
- Pete Candeland – animation
- Passion Pictures – production
- Rushes – post production
- Chu-Li Shewring – sound design
- Sebastian Monk – sound design

## Classements hebdomadaires
| Pays et classements (2005)              | Meilleure positions |
| --------------------------------------- | ------------------- |
| Allemagne (Media Control AG)            | 8                   |
| Australie (ARIA)                        | 3                   |
| Autriche (Ö3 Austria Top 40)            | 4                   |
| Belgique (Flandre Ultratop 50 Singles)  | 2                   |
| Belgique (Wallonie Ultratop 50 Singles) | 36                  |
| Canada (Canadian Digital Song)          | 6                   |
| Danemark (Tracklisten)                  | 19                  |
| Espagne (PROMUSICAE)                    | 1                   |
| États-Unis (Billboard Hot 100)          | 14                  |
| États-Unis (Adult Top 40)               | 18                  |
| États-Unis (Hot Modern Rock Tracks)     | 1                   |
| États-Unis (Top 40 Mainstream)          | 13                  |
| Europe (Eurochart Hot 100 Singles)      | 5                   |
| Finlande (Suomen virallinen lista)      | 4                   |
| France (SNEP)                           | 26                  |
| Irlande (IRMA)                          | 4                   |
| Italie (FIMI)                           | 5                   |
| Nouvelle-Zélande (RMNZ)                 | 2                   |
| Norvège (VG-lista)                      | 4                   |
| Pays-Bas (Single Top 100)               | 87                  |
| Royaume-Uni (UK Singles Chart)          | 2                   |
| Suède (Sverigetopplistan)               | 14                  |
| Suisse (Schweizer Hitparade)            | 12                  |

## Certifications
| Pays                    | Certification |
| ----------------------- | ------------- |
| Australie (ARIA)        | Platine       |
| Danemark (IFPI)         | Platine       |
| États-Unis (RIAA)       | Or            |
| Italie (FIMI)           | Platine       |
| Nouvelle-Zélande (RMNZ) | Or            |
| Royaume-Uni (BPI)       | 2 × Platine   |